# عوفر شيلح
عوفر شيلح (بالعبرية: עפר שלח، من مواليد 9 فبراير 1960) صحفي وسياسي إسرائيلي يشغل منصب عضو في الكنيست لهناك مستقبل منذ عام 2013.